# Ideographie
|                                       | Dieser Artikel wurde im Portal Schrift zur Verbesserung eingetragen. Als Begründung wurde angegeben: „mit den Artikeln Schriftzeichen und Graphem abgleichen“. Hilf mit, ihn zu bearbeiten, und beteilige dich an der Diskussion! |
| Vorlage:Portalhinweis/Wartung/Schrift | |

Tabelle zur Zeichenentwicklung von Keilschrift, Hieroglyphen bzw. Chinesischer Schrift.

Ideographie bzw. -grafie (auch Ideenschrift; griechisch für Begriffsschrift) ist eine Schrift, bei der die Schriftzeichen keine abstrakten Zeichen, sondern stilisierte Bilder sind, die aber nicht für den abgebildeten Gegenstand, sondern für eine damit verbundene Idee/Vorstellung stehen. Ein Beispiel für ideographische Zeichen sind die arabischen Ziffern. Auch zu den Ideographien zählen Elemente verschiedener Hieroglyphenschriften und der Keilschrift.
Eine Schrift wird als ideographisch bezeichnet, wenn sie den Begriff einer Handlung oder eines Objekts nicht durch die einzelnen Laute eines Wortes darstellt, sondern für den ganzen Begriff ein eigenes Zeichen verwendet. Wird die Handlung oder das Objekt selbst als Bild wiedergegeben, handelt es sich um ein Piktogramm, andernfalls, wenn die Form des Zeichens willkürlich ist, um ein Ideogramm. Piktogramme werden meist als Untergruppe von Ideogrammen angesehen, also sind Ideogramme entweder Piktogramme oder „willkürliche/konventionelle“ (arbiträre) Zeichen ohne Ähnlichkeit zum vertretenen Begriff.
Die Erforschung von Ideogrammen und Ideographie wurde in Deutschland seit den 1920er Jahren in der ideologisch belasteten Sinnbildforschung betrieben; sie gehört nach 1945 der Epigraphik (Inschriftenkunde) und der Symbolforschung zu.

## Ideogramm
Ein Ideogramm (auch Begriffszeichen, ideographisches Zeichen, Bildzeichen) ist ein Zeichen, welches für ganze Wörter oder Begriffe steht und bildet somit die Grundlage einer ideographischen Schrift. Ideogramme können allerdings auch nur Teile von Schriften ausmachen, wie zum Beispiel im Deutschen die Zahlzeichen wie „1“ oder „2“ und die Zeichen „%“ (Prozent), „§“ (Paragraph) oder „€“ (Euro).
Konventionalisierte Ideogramme, wie sie zum Beispiel für Verkehrszeichen verwendet werden, sind nicht auf eine einzelsprachliche Verwendung beschränkt, da es sich dabei nicht um Zeichen handelt, welche die Bedeutung sprachlicher Äußerungen systematisch ausdrücken.